# Desire Oparanozie
Ugochi Desire Oparanozie (sinh ngày 17 tháng 12 năm 1993) là một tiền đạo bóng đá nữ người Nigeria hiện đang thi đấu tại Giải bóng đá nữ Trung Quốc cho Đại học Vũ Hán Jianghan và Đội tuyển bóng đá nữ quốc gia Nigeria.

## Sự nghiệp câu lạc bộ
Oparanozie bắt đầu sự nghiệp của mình tại Bayelsa Queens trong Giải vô địch nữ Nigeria và chuyển đến Delta Queens vào năm 2010. Sau đó, cô dành 2 tháng bị cho mượn và thi đấu cho Düvenciler Lisesispor trong khuôn khổ Giải bóng đá nữ đầu tiên của Thổ Nhĩ Kỳ vào năm 2011, trước khi trở lại Delta Queens.
Vào năm 2012, cô tham gia Rossiyanka qua đó tham dự Giải vô địch bóng đá nữ Nga, cùng với họ, cô đã chơi bốn trận tại Giải vô địch bóng đá nữ UE13 2012, ghi một bàn thắng.
Oparanozie gia nhập câu lạc bộ Bundesliga VfL Wolfsburg cho mùa giải 2013-2014, ký hợp đồng hai năm. Trong nửa đầu của mùa giải, cô chỉ tham gia thi đấu trong một trận đấu và chủ yếu chơi cho đội thứ hai của Wolfsburg. Vào mùa đông, sau nửa mùa giải, cô rời Wolfsburg. Vào ngày 21 tháng 2 năm 2014, Oparanozie chuyển đến Ataşehir Belediyespor để chơi nửa sau của mùa giải trong khuôn khổ Giải bóng đá đầu tiên dành cho phụ nữ Thổ Nhĩ Kỳ.
Trong năm 2014, cô tham gia Guingamp đang chơi tromg giải Division 1 Pháp Féminine, nơi cô được tham gia nhờ người đội trưởng là đồng hương Nigeria Evelyn Nwabuoku trong mùa giải tiếp theo, cũng là em gái của Oparanozie.

## Sự nghiệp quốc tế
Oparanozie là thành viên của đội tuyển quốc gia Nigeria, cô đã chơi các giải đấu FIFA World Cup 2011 và 2015. Khi còn là một cầu thủ trẻ, cô đã ghi được 2 bàn thắng trong World Cup FIFA U20 Bóng đá nữ 2010 và 3 bàn ở giải đấu năm 2012.
Oparanozie cũng là một thành viên của đội tuyển Nigeria tham gia Giải vô địch nữ châu Phi năm 2010 và 2014, 2016 và 2018 đã giành chiến thắng trong bốn giải đấu và ghi bàn bằng một cú đá phạt trong trận chung kết năm 2014.